# Bangkok Adrénaline
Pour plus de détails, voir Fiche technique et Distribution.
Bangkok Adrénaline (อะดรีนาลีน คนเดือดสาด, Adrenaline Kon Deuat Sat) est un film d'action thaïlandais réalisé par Ray Huber en 2009.

## Synopsis
Afin de payer leur dette de jeu réclamée par la mafia locale de Bangkok, quatre jeunes amis étrangers décident de kidnapper la fille d'un magnat afin obtenir une rançon. Le père lâchera une horde de tueurs rompus aux arts martiaux. Sans le savoir, les quatre amis vont empêcher l'assassinat de l'héritière...
Les acteurs étant d'abord des cascadeurs, les combats sont des démonstrations virtuoses et parodiant quelque peu les scènes de films d'arts martiaux.

## Fiche technique
- Titre français : Bangkok Adrénaline
- Titre alternatif : อะดรีนาลีน คนเดือดสาด (Adrenaline Kon Deuat Sat)
- Titre anglais : Bangkok Adrenaline
- Réalisation : Raimund Huber
- Scénario : Raimund Huber, Conan Stevens et Gregory T. Eismin
- Photographie : Teerawat Rujintham, Jiradeht Samnansanor et Wardhana Vunchuplou
- Montage : Daniel O'Neill
- Production : Trit Charoenrach
- Société de production : Motionpictures
- Pays : Thaïlande
- Genre : Action et comédie
- Durée : 90 minutes
- Dates de sortie : 
  - Thaïlande : 14 mai 2009
  - France : 1er mars 2011 (vidéo)

## Distribution
- Daniel O'Neill : Dan
- Raimund Huber : John
- Conan Stevens : Conan
- Praya Suandokmai : Irene
- Gwion Jacob Miles : Mike
- Geoffrey Giuliano : Harris Dawson
- Dom Hetrakul : Lek
- Lex de Groot : Hans
- Michael Ocholi : Jacque
- Nicky Tamrong : Mafia
- Somlek Sakdikul : Un policier
- Prakasit Bowsuwan : Un policier
- Wannika Udomsinwatana : Irene
- Apirak Boonmark : Le détective
- Winai Thawattana : Un assistant-détective
- Taneth Shimtuam : Un assistant-détective
- Suthat Jak-Klom : Ice
- Tim Man : Dragon Rouge
- Newik Cullet : L'assassin noir
- Patrick Tang : L'assassin chinois
- Sitapa Utthaburanont : Nam-fah
- Gregory T. Eismin : Bulldog
- Tomohiro Shimoyama : Le Japonais
- Korawin Amnuay : L'organisateur de lutte
- Ung Chernyim : Le propriétaire de la maison
- Thuarae Cheunyim : L'hôte